# Pettson o Findus julkalender
Pettson o Findus julkalender är ett svenskt dataspel från 1997 utvecklad av Gammafon. Spelet bygger på Sven Nordqvists berättelser om Pettson och Findus.

## Handling och upplägg
I spelet följer man dag för dag Pettsons och Findus förberedelser inför julen. Hönsen är ilskna. De tror att Pettson och Findus helt har glömt bort att bjuda in dem till julfesten. Vad de inte vet är att Pettson och Findus planerar en stor överraskning.
Spelet består av 24 minispel, ett för varje dag fram till julafton, att spela igenom. För varje klarat minispel för spelaren en guldfjäder att lägga i sin skattkista.

## Skapare
- Producent – Ewa Tollmar
- Illustratör – Sven Nordqvist
- Musik – Bröderna Slut
- Programmering – Sofia Lindow, Linus Feldt, Johan Sundblad

### Röster
- Hilding Slut – Pettson
- Fia Slut – Findus
- Äland Slut – Prillan
- Helge Skoog – berättare

## Utgivning
Spelet utgavs också 2003 av Gammafon på CD tillsammans med Pettsons julspel.

## Mottagande
Spelet fick ett bra mottagande av kritiker. Karin Torgny på Göteborgs-Posten gav spelet 4 av 5 och kallade spelet en "julkalender som håller länge".